# Obrenović
Het huis Obrenović (Servisch: Обреновић) regeerde van 1815 tot 1842 en van 1858 tot 1903 over Servië. Tussen 1842 en 1858 en na 1903 regeerde het rivaliserende huis Karađorđević.
De stichter van de dynastie was Miloš Teodorović, die zich later naar zijn stiefvader Obren Martinović Miloš Obrenović noemde. Onder hem kreeg Servië in 1815 als vorstendom gedeeltelijke soevereiniteit van het Ottomaanse Rijk. Hij werd opgevolgd door zijn zoon Milan III Obrenović, die echter 25 dagen later al stierf en werd opgevolgd door zijn broer Michael III Obrenović. Deze werd in 1842 verjaagd en vervangen door Alexander Karađorđević. In 1858 kwam Miloš weer aan de macht. Na zijn dood in 1860 werd hij opgevolgd door wederom Michael III, die echter in 1868 werd vermoord. Het land werd onder Michaels opvolger Milan IV Obrenović in 1882 verheven tot koninkrijk. Met de moord op diens zoon koning Alexander Obrenović stierf de dynastie in 1903 uit.

## Heersers uit het huis Obrenović

### Vorsten van Servië
- 1815-1839: Miloš Obrenović
- 1839: Milan III Obrenović
- 1839-1842: Michael III Obrenović

1842-1858: Karađorđević
- 1858-1860: Miloš Obrenović (opnieuw)
- 1860-1868: Michael III Obrenović (opnieuw)
- 1868-1882: Milan IV Obrenović

### Koningen van Servië
- 1882-1889: Milan IV Obrenović (als Milan I)
- 1889-1903: Alexander Obrenović

1903-1945:  Karađorđević